# Alex obsoleta
Alex obsoleta é uma espécie de inseto do gênero Alex, pertencente à família Formicidae.